# 宾纳亚·斯里坎特·普拉丹
宾纳亚·斯里坎特·普拉丹（英語：Binaya Srikanta Pradhan，1976年6月21日—），印度外交官，現任印度駐紐約總領事，曾任印度駐坦桑尼亞高級專員等職務。

## 经历
宾纳亚·斯里坎特·普拉丹出生於1976年6月21日。
2002年，加入印度外事服務。他的外交生涯包括2004年至2012年间在印度驻俄羅斯大使館、土库曼斯坦大使館和巴基斯坦高級專員公署担任高级职务。2012年至2014年，在印度外交部新德里总部负责管理印度与阿富汗和伊朗的关系。2014年至2019年间，普拉丹大使担任印度石油与天然气部长的办公厅主任。2019年6月至2021年7月，任印度驻莫斯科大使馆的副使團長。
2021年7月20日，被任命爲下一任印度駐坦桑尼亞高級專員。2021年8月至2024年1月担任印度驻坦桑尼亚高级专员及東非共同体常驻代表。在此期间，印度与坦桑尼亚的关系被提升为“战略伙伴关系”，并在坦桑尼亚桑给巴尔建立了印度理工学院马德拉斯分校的首个海外校区。
2024年1月，出任印度駐紐約總領事。

## 個人生活
普拉丹精通英语、俄语、印地语和奥里亚语。他对经济与能源外交有着浓厚兴趣。在外交工作之外，他愛好高尔夫運動。
與妻子莫娜莉薩（Monalisa）育有两女。